# إلياس عبادي
إلياس عبادي (مواليد 21 أكتوبر 1992) ملاكم جزائري محترف. تنافس في منافسات وزن الويلتر للرجال في دورة الألعاب الأولمبية الصيفية 2012، لكنه هُزم في الجولة الأولى على يد المقاتل البريطاني فريد إيفانز. في دورة الألعاب الأولمبية الصيفية 2016 في ريو دي جانيرو، تنافس في قسم الوزن المتوسط للرجال. هُزم في الجولة الثانية على يد جانيبيك عليمخانولي من كازاخستان.
فاز كذلك بالميداليات الفضية في بطولة إفريقيا 2011 والبطولة العربية 2011.

كمحترف، حقق عبادي انتصارين على أنتوني برارد (UD) وسيزار تيم (KO).